# Кюргелях
60°23′39″ пн. ш. 127°32′49″ сх. д. / 60.394166666667° пн. ш. 127.54694444444° сх. д.
Кюргелях (рос. Кюргелях) — станція АК «Залізниці Якутії» (Російські залізниці), розташована на дільниці Нерюнгрі-Вантажна — Нижній Бестях між роз'їздами Карбикан і Ханієрдах.
Відкрита у 2013 році. Станом на початок 2014 року на лінії здійснюється тільки рух вантажних поїздів. Пасажирський рух відкритий у 2019 році.